# Лаґув (Мазовецьке воєводство)
Лаґув (пол. Łagów) — село в Польщі, у гміні Пшиленк Зволенського повіту Мазовецького воєводства.
Населення — 504 особи (2011).
У 1975-1998 роках село належало до Радомського воєводства.

## Демографія
Демографічна структура станом на 31 березня 2011 року:
|          | Загалом | Допрацездатний вік | Працездатний вік | Постпрацездатний вік |
| -------- | ------- | ------------------ | ---------------- | -------------------- |
| Чоловіки | 248     | 55                 | 165              | 28                   |
| Жінки    | 256     | 53                 | 145              | 58                   |
| Разом    | 504     | 108                | 310              | 86                   |